# Kauno Futbolo Beisbolo Klubas
L'FBK Kaunas (nome completo Kauno Futbolo Beisbolo Klubas) è stata una società calcistica lituana con sede nella città di Kaunas. Disputava le partite interne nello Stadio S. Darius e S. Girėnas (8 500 posti).

## Cronistoria
- 1993-'94 - 5º posto nella Lietuvos Lyga
- 1994-'95 - 6º posto nella Lietuvos Lyga
- 1995-'96 - 4º posto nella Lietuvos Lyga
- 1996-'97 - 4º posto nella Lietuvos Lyga
- 1997-'98 - 5º posto nella Lietuvos Lyga
- 1998-'99 - 3º posto nella Lietuvos Lyga
- 1999 - campione di Lituania (3º titolo)
- 2000 - campione di Lituania (4º titolo)
- 2001 - campione di Lituania (5º titolo)
- 2002 - campione di Lituania (6º titolo)
- 2003 - campione di Lituania (7º titolo)
- 2004 - campione di Lituania (8º titolo)
- 2005 - 2º posto in A Lyga
- 2006 - campione di Lituania (9º titolo)
- 2007 - campione di Lituania (10º titolo)
- 2008 - 2º posto in A Lyga. Vince la Baltic League (1º titolo).
- 2009 - decide di non iscriversi in A Lyga. Relegato nella II Lyga (terzo livello del campionato lituano). Vince la II Lyga: promosso in I Lyga.
- 2010 - Vince la I Lyga: promosso in A Lyga.
- 2011 - 10º posto in A Lyga

## Palmarès

### Competizioni nazionali
- Campionato della RSS lituana: 2

1986, 1989
- Campionato lituano: 8

1999, 2000, 2001, 2002, 2003, 2004, 2006, 2007
- Coppa di Lituania: 5

1989, 2002, 2004, 2005, 2007-2008
- Supercoppa di Lituania: 3

2002, 2004, 2007
- 1 Lyga: 1

2010
- 2 Lyga: 2

2009, 2014

### Competizioni internazionali
- Baltic League: 1

2008

### Altri piazzamenti
- Campionato della RSS lituana:

Terzo posto: 1978
- Campionato lituano:

Secondo posto: 1991, 2005, 2008
Terzo posto: 1998-1999
- Coppa di Lituania:

Finalista: 1998, 1999
Semifinalista: 2014-2015
- Supercoppa di Lituania:

Finalista: 2003, 2006
- Coppa dei Campioni della CSI:

Finalista: 2006
Semifinalista: 1999, 2002, 2004, 2005, 2008
- Baltic League:

Semifinalista: 2007